# Novosvitlivka
Novosvitlivka (ukrajinsky Новосвітлівка; rusky Новосветловка – Novosvetlovka) je sídlo městského typu v Luhanské oblasti na Ukrajině. V roce 2014 žilo v Novosvitlivce zhruba 3700 obyvatel.

## Poloha
Novosvitlivka leží na Luhančyku, 83 kilometrů dlouhém přítoku Severního Doňce, a na dálnici M 04 mezi 30 kilometrů na jihovýchod ležícím Krasnodonem a 19 kilometrů na severozápad ležícím Luhanskem, správním střediskem celé oblasti.

## Dějiny
Novosvitlivka byla založena v roce 1860 a sídlem městského typu je od roku 1961. Byla značně poničena v roce 2014 během války na východní Ukrajině.